# Telefonija
Telefonija je prijenos govora na daljinu. Telefonija je telekomunikacijski sustav koji omogućuje govornu komunikaciju s pomoću telefona. Sastoji se od telefonskih aparata, telefonskih centrala i telefonskih vodova koji ih međusobno povezuju. U početku je sustav bio analogan i prenosio samo zvuk, a razvojem i zamjenom analognog sustava digitalnim, sudionicima je omogućeno razmjenjivanje zvuka, teksta, slika i drugih podataka.

## Povijest
Prvi primitivan uređaj za prijenos govora konstruirao je njemački izumitelj Johann Phillip Reis (1861.) i nazvao ga telefonom. Međutim, izumiteljem prvog široko upotrebljivoga telefona smatra se A. G. Bell (Alexander Graham Bell) (1876.). Prva telefonska centrala u svijetu puštena je u promet 21. veljače 1878. u New Havenu New Haven, Connecticut (SAD), a imala je 21 pretplatnika. U Europi je prva telefonska centrala puštena u promet 1881. u Berlinu. To su bile centrale induktorskoga tipa, a veze su se uspostavljale ručno. Prvu automatsku telefonsku centralu 1889. konstruirao je američki izumitelj Almon Strowger. Uvođenjem tih centrala uklonjena je potreba za rukovanjem u centrali, a zaračunavanje razgovora obavljalo se automatski. Prva automatska telefonska centrala na svijetu puštena je u promet 1892. u mjestu La Porte La Porte (Kalifornija) (SAD).

### Bellov telefon
Telefon koji je izumio 1876. A. G. Bell je imao istu napravu za govor i slušanje. Bellov telefon, koji se do danas održao u izmijenjenomu obliku kao telefonska slušalica, sastoji se od trajnog (permanentnog) potkovastog magneta s polnim nastavcima P. Oko polnih nastavaka namotana je električna zavojnica s mnogo zavoja tanke žice, čiji krajevi završavaju na priključnice TT, odakle vode na slušalicu u drugoj postaji. Kad inducirana električna struja jednog trenutka poteče izvjesnim smjerom, zbrajaju se oba magnetizma, trajni od magneta i inducirani u zavojnici. U drugom smjeru magnetizam zavojnice slabi magnetizam trajnoga magneta. Time je djelovanje mnogo osjetljivije. Ispred polnih nastavaka nalazi se tanka membrana D od mekog željeza (feromagnet). 
Isti takav aparat nalazi se na drugoj postaji. Kad se ispred membrane govori, membrana titra, pa se time mijenja jakost magnetskog polja, to jest kroz membranu prolazi čas više čas manje magnetskih silnica. U zavojnici se zbog toga induciraju promjenjive izmjenične struje. Nastaju, dakle, titranja električne struje koja teče u zavojnici, i to na isti način kao što je titranje samog govora. Ovo se prenosi na daljinu i djeluje preko elektromagneta na membranu prijamnog aparata. U slušalici se titranja električne struje pretvaraju natrag u mehanička titranja membrane koja točno odgovaraju titrajima membrane davača. 
Bellovim telefonskim aparatom moglo se razgovarati samo na udaljenosti od nekoliko stotina metara. Kod toga je bilo nespretno to što se isti aparat morao čas stavljati pred usta da se u nj govori, a čas na uho da se njime sluša. Danas se Bellov telefon upotrebljava samo kao telefonska slušalica. Moderni telefonski aparat nema više istu napravu za govor i slušanje, već se radi iz dva dijela. Za slušanje služi telefonska slušalica, a za govor mikrofon. Mikrofon služi za pretvaranje električnih titraja u zvučne.

### Otkriće mikrofona
Prvi pronalazač mikrofona je Amerikanac Hughes 1878. Taj se Hughesov mikrofon sastoji od ugljenog štapića sa zašiljenim krajevima, a nalazi se u ležajevima, urezanim u dva druga komada ugljena koji su preko priključnica spojeni sa strujnim krugom galvanske baterije. U strujni krug je ukopčana telefonska slušalica. Titranjem zraka zbog govora mijenjat će se električni otpor na dodirnim točkama, a time i jakost električne struje, pa će se u slušalici vjerno ponoviti (reproducirati) govor. 
Na sličan način izrađen je mikrofon s ugljenim zrncima ili ugljeni mikrofon. Između membrane i ploče od retortnog ugljena, koje su međusobno izolirane, nalazi se nešto ugljenih zrnaca. Ploča i membrana su spojene s polovima baterije. Titranjem membrane mijenja se električni otpor među zrncima, pa se u istom ritmu mijenja i jakost električne struje. 

### Telefonski transformator
Međutim, na vrlo velike daljine oslabe mikrofonske struje, pa govor u slušalici nije razgovijetan. Da se to spriječi, služi telefonski transformator. On se sastoji od dviju električnih zavojnica od izolirane žice koje se nalaze jedna u drugoj. Prva zavojnica se sastoji od malo zavoja debele žice, a druga od mnogo zavoja tanke žice. Prva je zavojnica ukopčana u strujni krug s galvanskom baterijom i mikrofonom. Pulsirajuća istosmjerna struja inducira u drugoj zavojnici izmjeničnu struju visokog napona koja dolazi dugačkim vodovima do telefonske slušalice na drugoj postaji.

### Telefonske centrale
Mikrofon se danas ne postavlja odvojeno od slušalice, već s njom čini prikladnu kombinaciju. Takva se kombinacija zove mikrotelefon. Kod mikrotelefona je telefonska slušalica spojena s mikrofonom jednom zajedničkom drškom. Opisanim telefonskim uređajem mogle su govoriti samo dvije postaje. Da bi se moglo govoriti i spojiti međusobno više aparata na različitim mjestima, služe telefonske centrale koje imaju uređaj za automatsko spajanje više telefona.

### Telefonija u Hrvatskoj
U Hrvatskoj je prva lokalna telefonska linija proradila u Zagrebu 1881., a povezivala je Građevinski ured Gradskoga poglavarstva i vodovodnu strojarnicu, u duljini od 3,5 kilometara. Prva telefonska centrala s ručnim prespajanjem veza puštena je u promet u Zagrebu 1887. Iste je godine proradila prva telefonska linija u Osijeku, a 1889. i u Rijeci. Te je godine u Zagrebu bila stavljena u rad i prva javna telefonska govornica. Prva automatska telefonska centrala proizvođača Siemens und Halske puštena je u promet u Zagrebu 1928., u Jurišićevoj ulici u centrali ATC Zagreb-Centar. Njezin je početni kapacitet bio 5 000 priključaka. Devetnaest godina poslije dosegnula je svoj konačni kapacitet od 12 200 priključaka. U početku su svi korisnici bili spojeni izravno s centralom, a poslije i kao dvojnici. Od 1942. bile su puštane u promet i njezine podcentrale u Vrapču, Podsusedu i drugdje u okolici Zagreba. Osim funkcija mjesne centrale, 1946. su joj bile dodane funkcije međumjesne centrale, a prva je međumjesna veza uspostavljena s centralom u Karlovcu. Centrala ATC Zagreb-Centar obavljala je svoju funkciju sve do 1979.
U Zagrebu, na Peščenici, puštena je 1955. u promet centrala ARF-50, prva telefonska centrala s koordinatnom sklopkom (takozvana Crossbar-centrala) i s neizravnim upravljanjem. Prvi prijenosni sustav s koaksijalnim kabelima prijenosnoga kapaciteta 960 telefonskih kanala bio je postavljen između Zagreba i Ljubljane. Prvi digitalni sustav kapaciteta 24 kanala (T1) pušten je u funkciju 1972. između Zagreba i Velike Gorice, a četiri godine poslije i prvi digitalni sustav kapaciteta 30 telefonskih kanala (E1, popularno zvan i PCM-sustav) u Zagrebu, između centrale ATC Centar II i hotela Intercontinental. U Rijeci je na Sušaku 1979. bila puštena u promet prva poluelektronička centrala upravljana s pomoću programa pohranjenog u memoriju. Dvije godine poslije centrala istoga tipa, ARE 11, puštena je u funkciju i u Zagrebu. Iste je godine u Zagrebu, u Vrapču, uključena centrala AXE 10 proizvođača LM Ericssona kao prva mjesna centrala u Hrvatskoj. Automatski interkontinentalni telefonski promet uspostavljen je 1986. Prvi optički kabel s višemodnim nitima u javnoj telefonskoj mreži u Hrvatskoj položen je 1987. u Dubrovniku. Prva digitalna međunarodna centrala puštena je u promet 1987. u Zagrebu. U siječnju 1991. započela je raditi prva pokretna telefonska mreža nazvana Mobitel, a pet godina poslije i prva digitalna pokretna telefonska mreža u okviru standarda Globalnoga sustava za pokretnu komunikaciju ili GSM (eng. Global System for Mobile Communication), nazvanoga CRONET.

## Nepokretna telefonija
Nepokretna telefonija povezuje korisnika s telefonskom mrežom uz pomoć nepokretnoga mrežnoga priključka. Korisnikov telefon, nepokretni ili bežični, uvijek je priključen na nepokretni mrežni priključak. Tomu je priključku pridijeljen pretplatnički broj. U osnovnoj usluzi nepokretne telefonije, pri pozivanju određenoga pretplatničkog broja, poziv će uvijek biti upućen kroz mrežu na isti mrežni priključak kojemu taj broj pripada. Dodatne usluge nepokretne telefonije omogućuju i preusmjeravanje poziva, to jest korisnik može signalizirati centrali da poziv na njegov pretplatnički broj preusmjeri na neki drugi nepokretni mrežni priključak.

## Pokretna telefonija
Pokretna telefonija nema nepokretnoga priključka a korisnik je vezan uz javnu zemaljsku pokretnu mrežu (engl. Public Land Mobile Network, PLMN). Korisnik zajedno sa svojim pokretnim telefonom mijenja položaj, a mreža prati njegov trenutačni položaj (mobitel). Tako je s korisnikom moguće uspostaviti vezu bilo gdje unutar područja pokrivenog uslugom pokretne telefonije.

## IP-telefonija
IP-telefonija prenosi govor preko računalne mreže s pomoću internetskog protokola IP (engl. Internet Protocol). IP-telefoni u pravilu se povezuju u lokalne mreže u kojima je integriran govorni i podatkovni promet. Lokalnom je mrežom moguće ostvariti lokalne (kućne) pozive, a preko interneta i pozive prema korisnicima IP-telefonije ili prema nepokretnim i pokretnim telefonskim mrežama.